# 菲奥多罗夫卡村委员会 (叶诺塔耶夫卡区)
菲奥多罗夫卡村委员会（俄语：Фёдоровский сельсовет）是俄罗斯联邦阿斯特拉罕州叶诺塔耶夫卡区所属的一个村委员会。其下辖有3个居民点，行政中心为菲奥多罗夫卡。据2015年统计，该村委员会的人口为1110人。